# Enrique VI de Luxemburgo

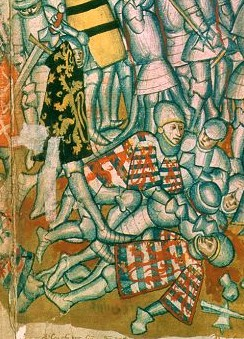
Enrique VI de Luxemburgo cae mortalmente herido en la batalla de Worringen, iluminación de un manuscrito del.

Enrique VI de Luxemburgo (1250-Worringen, 1288), conde de Luxemburgo y de Arlon a partir de 1281 y hasta su muerte, fue hijo de Enrique V, conde de Luxemburgo, y de Margarita de Bar.
Es Enrique el León, héroe del Torneo de Chauvency poema compuesto en 1285 por Jacques Bretel, que rinde homenaje al mismo tiempo a su esposa, Beatriz de Avesnes.
La mayor parte de su reinado estuvo ocupada por la guerra de sucesión de Limburgo en la que luchó al lado de Reinaldo I de Güeldres frente a Juan I de Brabante. Murió junto a su hermano Waleran, señor de Ligny, y dos hermanos bastardos en la batalla de Worringen, que puso fin a la guerra.
Había casado el 22 de mayo de 1265 con Beatriz de Avesnes, hija de Balduino de Avesnes, señor de Beaumont, y de Felicidad de Coucy, y nieta de Bouchard de Avesnes y de Margarita de Constantinopla, condesa de Flandes y de Henao. El matrimonio tuvo cinco hijos, el mayor de ellos, Enrique VII, conde de Luxemburgo, casado en 1292 con una hija de Juan I de Brabante, fue elegido rey de Romanos en 1308 y emperador en 1312. 